# Campionato sudamericano di club 1982 (hockey su pista)
Il Campionato sudamericano 1982 è stata la 1ª edizione della massima competizione sudamericana di hockey su pista riservata alle squadre di club.
Il titolo è stato conquistato dal Sertãozinho per la prima volta nella sua storia.

## Squadre partecipanti
| Nazione   | Club                  | Città             |
| --------- | --------------------- | ----------------- |
| Argentina | Colón Junior          | San Juan          |
| Argentina | Estudiantil           | San Juan          |
| Argentina | San Martín            | San Juan          |
| Brasile   | Internacional         | Porto Alegre      |
| Brasile   | Sertãozinho           | Sertãozinho       |
| Cile      | Deportivo Thomas Bata | Peñaflor          |
| Cile      | Liceo Manuel de Salas | Santiago del Cile |

## Classifica finale
|  | Pos. | Squadra               | Pt | G | V | N | P | GF | GS | DR  |
|  | ---- | --------------------- | -- | - | - | - | - | -- | -- | --- |
|  | 1.   | Sertãozinho           | 10 | 6 | 5 | 0 | 1 | 47 | 15 | +32 |
|  | 2.   | San Martín            | 9  | 6 | 4 | 1 | 1 | 36 | 12 | +24 |
|  | 3.   | Estudiantil           | 9  | 6 | 4 | 1 | 1 | 44 | 20 | +24 |
|  | 4.   | Liceo Manuel de Salas | 6  | 6 | 3 | 0 | 3 | 29 | 19 | +10 |
|  | 5.   | Internacional         | 4  | 6 | 2 | 0 | 4 | 30 | 26 | +4  |
|  | 6.   | Deportivo Thomas Bata | 4  | 6 | 2 | 0 | 4 | 22 | 28 | -6  |
|  | 7.   | Colón Junior          | 0  | 6 | 0 | 0 | 6 | 7  | 95 | -88 |

Legenda:
      Vincitore Campionato sudamericano.
Note:
Due punti a vittoria, uno a pareggio, zero a sconfitta.

## Risultati
|   | 1ª giornata                         |      |
|   |                                     |      |
| ? | Sertaozinho - Deportivo Thomas Bata | 5-2  |
| ? | Estudiantil - Liceo Manuel de Salas | 3-2  |
| ? | San Martin - Colón Junior           | 12-1 |

|   | 2ª giornata                         |      |
|   |                                     |      |
| ? | Deportivo Thomas Bata - Estudiantil | 2-6  |
| ? | International - San Martin          | 3-1  |
| ? | Sertaozinho - Colón Junior          | 24-1 |

|   | 1ª giornata                         |      |
|   |                                     |      |
| ? | Sertaozinho - Deportivo Thomas Bata | 5-2  |
| ? | Estudiantil - Liceo Manuel de Salas | 3-2  |
| ? | San Martin - Colón Junior           | 12-1 |

|   | 2ª giornata                         |      |
|   |                                     |      |
| ? | Deportivo Thomas Bata - Estudiantil | 2-6  |
| ? | International - San Martin          | 3-1  |
| ? | Sertaozinho - Colón Junior          | 24-1 |

|   | 3ª giornata                          |      |
|   |                                      |      |
| ? | Sertaozinho - International          | 8-3  |
| ? | Deportivo Thomas Bata - San Martin   | 0-8  |
| ? | Liceo Manuel de Salas - Colón Junior | 13-0 |

|   | 4ª giornata                           |      |
|   |                                       |      |
| ? | International - Liceo Manuel de Salas | 3-4  |
| ? | Estudiantil - Colón Junior            | 22-4 |
| ? | Sertaozinho - San Martin              | 2-4  |

|   | 3ª giornata                          |      |
|   |                                      |      |
| ? | Sertaozinho - International          | 8-3  |
| ? | Deportivo Thomas Bata - San Martin   | 0-8  |
| ? | Liceo Manuel de Salas - Colón Junior | 13-0 |

|   | 4ª giornata                           |      |
|   |                                       |      |
| ? | International - Liceo Manuel de Salas | 3-4  |
| ? | Estudiantil - Colón Junior            | 22-4 |
| ? | Sertaozinho - San Martin              | 2-4  |

|   | 5ª giornata                          |      |
|   |                                      |      |
| ? | Liceo Manuel de Salas - Sertaozinho  | 3-5  |
| ? | Deportivo Thomas Bata - Colón Junior | 11-1 |
| ? | Estudiantil - International          | 7-5  |

|   | 6ª giornata                           |     |
|   |                                       |     |
| ? | San Martin - Liceo Manuel de Salas    | 5-1 |
| ? | Deportivo Thomas Bata - International | 4-2 |
| ? | Sertaozinho - Estudiantil             | 3-2 |

|   | 5ª giornata                          |      |
|   |                                      |      |
| ? | Liceo Manuel de Salas - Sertaozinho  | 3-5  |
| ? | Deportivo Thomas Bata - Colón Junior | 11-1 |
| ? | Estudiantil - International          | 7-5  |

|   | 6ª giornata                           |     |
|   |                                       |     |
| ? | San Martin - Liceo Manuel de Salas    | 5-1 |
| ? | Deportivo Thomas Bata - International | 4-2 |
| ? | Sertaozinho - Estudiantil             | 3-2 |

| \| \| 7ª giornata \| \| \| \| \| \| \| ? \| International - Colón Junior \| 13-0 \| \| ? \| Liceo Manuel de Salas - Deportivo Bata \| 6-2 \| \| ? \| San Martin - Estudiantil \| 4-4 \| |                                        |      |
| | 7ª giornata                            |      |
| |                                        |      |
| ? | International - Colón Junior           | 13-0 |
| ? | Liceo Manuel de Salas - Deportivo Bata | 6-2  |
| ? | San Martin - Estudiantil               | 4-4  |

|   | 7ª giornata                            |      |
|   |                                        |      |
| ? | International - Colón Junior           | 13-0 |
| ? | Liceo Manuel de Salas - Deportivo Bata | 6-2  |
| ? | San Martin - Estudiantil               | 4-4  |